# Битва при Манресе (1810)
В битвах при Манрезе и Вильяфранке с 21 марта по 5 апреля 1810 года испанская дивизия во главе с Хуаном Каро и Луисом Гонсалесом Торресом де Наваррой, маркизом Камповерде, атаковала имперскую французскую бригаду под командованием Франсуа Ксавье де Шварца. В марте дивизия Каро внезапно атаковала Вильяфранка-дель-Пенедес и захватила гарнизон в 800 человек, состоящий из войск Рейнского союза. Вильяфранка находится в 35 км к западу от Барселоны.
В начале апреля испанские войска атаковали город Манреса. После нескольких дней упорных боёв они выбили Шварца и его немецких солдат из города, нанеся им серьёзный урон. 2 апреля Каро был ранен, и его заменил Камповерде. В состав испанских войск входили 2 тыс. солдат регулярной армии, 2,3 тыс. местных микелетов (каталонское ополчение) и отряд Франсеска Ровира-и-Сала в 3 тыс. человек. Это небольшое происшествие заставило маршала Пьера Ожеро отозвать имперские войска, которые угрожали Таррагоне. Бригада Шварца входила в дивизию Мари Франсуа Руйе, а дивизия Каро была частью Каталонской армии Хосе Энрике О’Доннелла. Манреса находится в 40 км к северо-западу от Барселоны. Эти сражения произошли во время Пиренейских войны, являющихся частью наполеоновских войн.